# Лісницькі (Лесницькі)
Лісницькі (Лесницькі) — козацько-старшинський (згодом — дворянський) рід. Походить від шляхтича Григорія Софоновича (Грицько Сахнович, Григорій Сахненкович; р. н. невід. — п. 1664, страчений поляками), миргородського полковника (1648, 1651, 1653–54, 1654–58), генерального судді (1657) та гетьмана наказного (1657), одного з найпалкіших прибічників гетьмана І.Виговського, брав участь у підготовці Гадяцького договору 1658 і Чуднівського договору 1660 з Польщею. Його онук Григорій Данилович був миргородським полковим сотником (1707–11), а онук Роман Данилович — шишацьким сотником (1719–29). Уряд шишацького сотника 1765—1772 займав і онук Романа Даниловича — Микола Дем'янович (бл. 1730—1795).
Рід внесений до 2-ї та 3-ї частин Родовідної книги Харківської губернії.